# Rania El-Mashat
Rania El-Mashat (in arabo رانيا المشاط‎?; Il Cairo, 20 giugno 1975) è una politica egiziana, ricoprente la carica di Ministra dello Sviluppo Economico e della Cooperazione Internazionale Egiziano. In passato è stata anche Ministra del Turismo .